# Hyperion (thần thoại)
Hyperion là một trong 12 vị thần Titan của thần thoại Hy Lạp. Hyperion là con của thần Uranus (bầu trời) và nữ thần Gaia (đất mẹ). Vị thần Titan này kết hôn với nữ thần Theia và sinh ra một nam thần và hai nữ thần. Nam thần là Helios (hiện thân của Mặt Trời); các nữ thần là Selene (hiện thân của Mặt Trăng) và Eos (thần của rạng đông). Theia là nữ thần của "sắc xanh lóng lánh bấu trời". Hyperion mang nghĩa là "Người quan sát từ phía trên" hay "người đi lên phía trên", được sự ghép lại từ hyper và iôn...

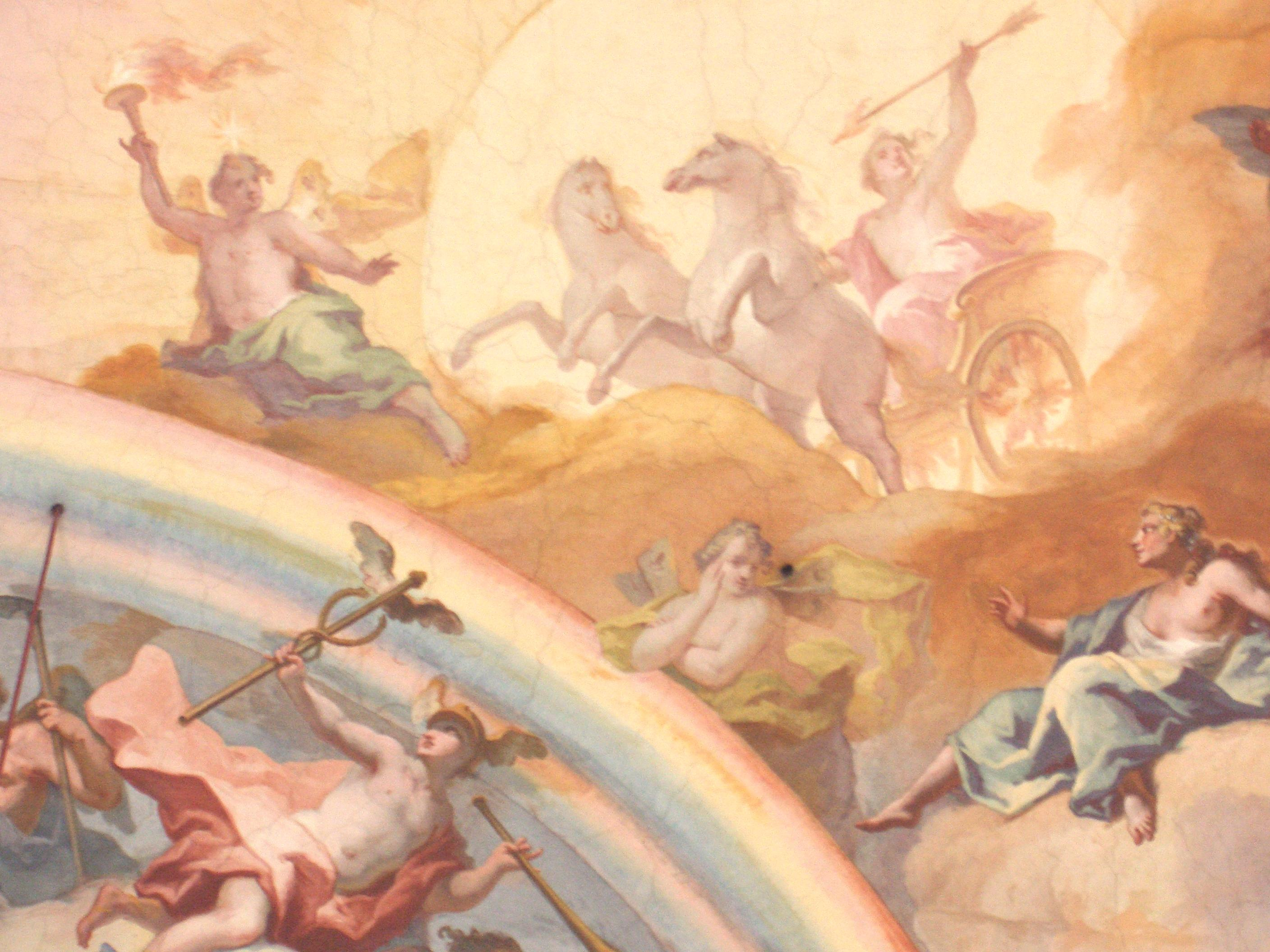
Helios
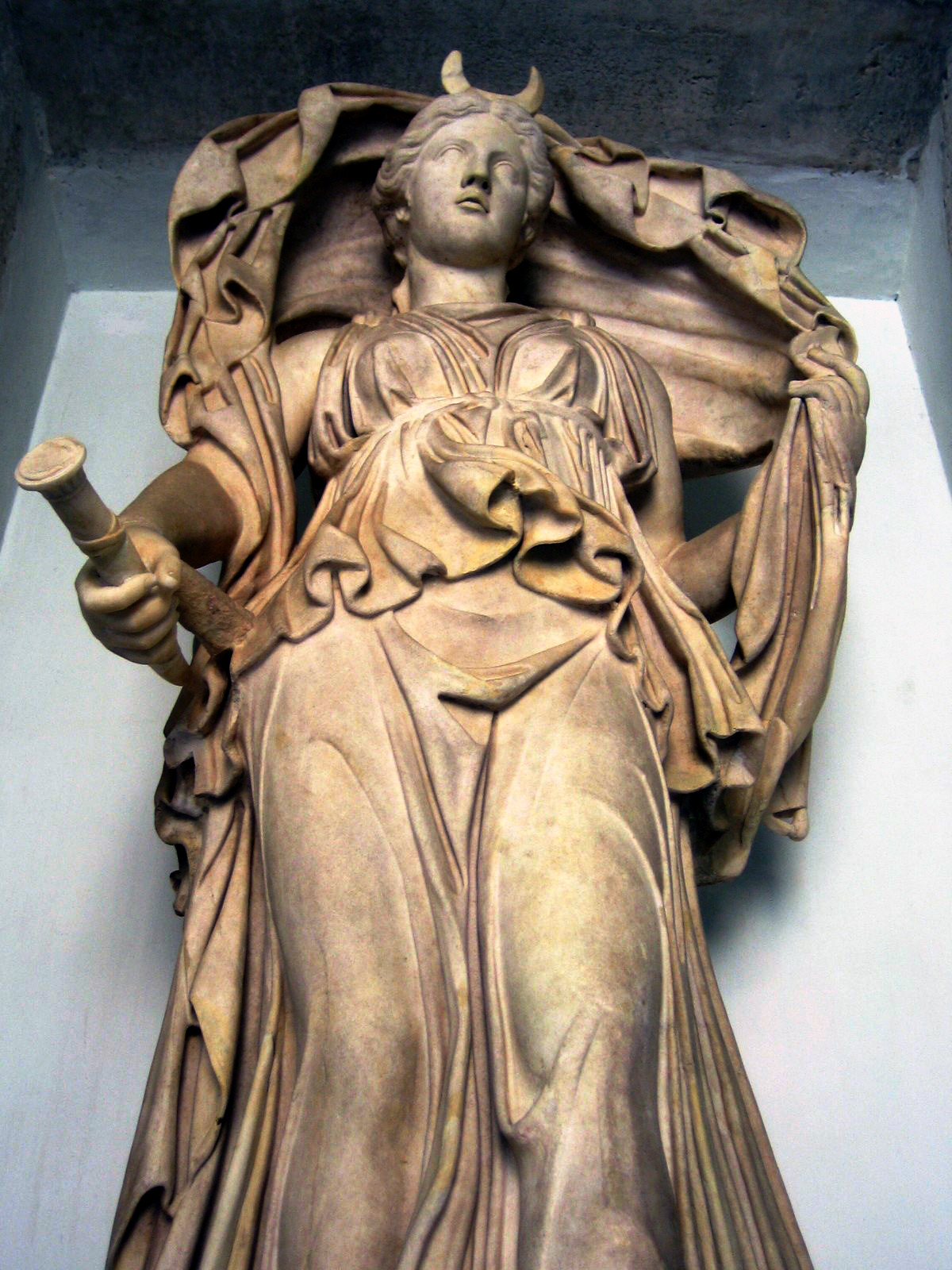
Selene
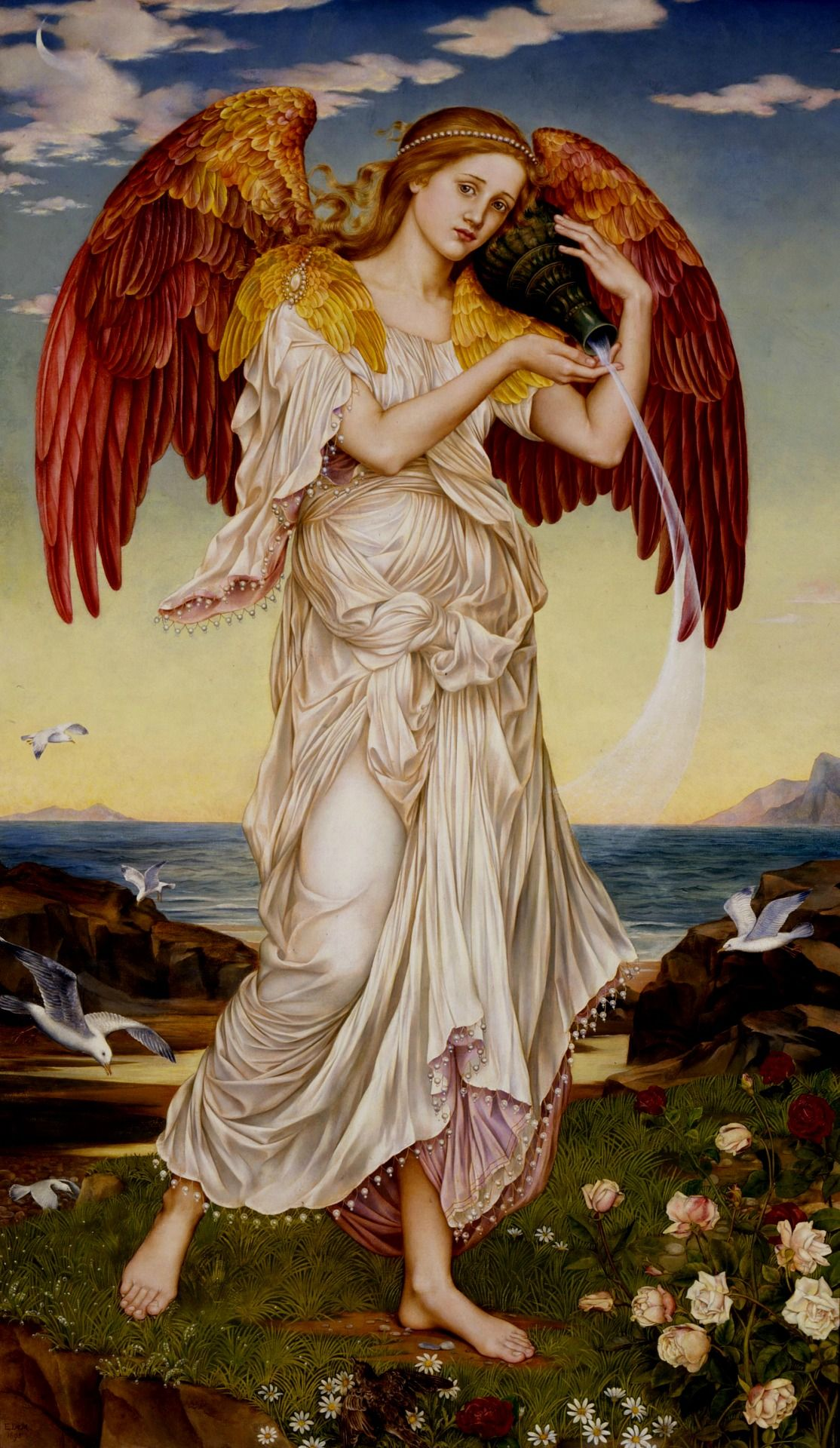
Eos